# 宣教研究國際期刊
宣教研究國際期刊 (英語：International Bulletin of Mission Research)是由海外事工研究中心（页面存档备份，存于）（Overseas Ministries Study Center）發行的學術期刊，於1950年由R·皮爾斯·比佛（R. Pierce Beaver）創立。自1977年1月開始，該期刊在當時主管傑拉爾德·H·安德森（Gerald H. Anderson; 1976-2000）領導下，開始改為1年發行4次。此期刊原名為International Bulletin of Missionary Research，後鑑於「Missionary」此字在跨文化宣教中帶有殖民主義的意思，現改稱「International Bulletin of Mission Research」。現總編輯是托馬斯·J·海斯廷斯（Thomas J. Hastings），出版社是賽吉出版公司。

## 外部連結
- 官方网站